# Mesoruza kuehni
Mesoruza kuehni là một loài bướm đêm trong họ Noctuidae.